# Segunda Categoría de Chimborazo 2014
El Campeonato Provincial de Segunda Categoría de Chimborazo 2014 fue un torneo de fútbol en Ecuador en el cual compitieron equipos de la Provincia de Chimborazo. El torneo fue organizado por la Asociación de Fútbol No Aficionado de Chimborazo (AFNACH) y avalado por la Federación Ecuatoriana de Fútbol. El torneo empezó el 17 de mayo de 2014 y finalizó el 18 de julio de 2014. Participaron 6 clubes de fútbol y se entregaró 2 cupos al Zonal de Ascenso de la Segunda Categoría 2014 por el ascenso a la Serie B.

## Sistema de campeonato
El sistema determinado por la Asociación de Fútbol No Aficionado de Chimborazo fue el siguiente:
- Se jugó una etapa única con los 6 equipos establecidos, fue todos contra todos ida y vuelta (10 fechas), al final los equipos que terminaron en primer y segundo lugar clasificaron a los zonales de Segunda Categoría 2014.

## Equipos participantes
| Equipos participantes           | Equipos participantes | Equipos participantes                  |
| ------------------------------- | --------------------- | -------------------------------------- |
|                                 |                       |                                        |
| Equipo                          | Ciudad                | Estadio                                |
| Club Deportivo Star Club        | Riobamba              | Estadio Salesiano Padre Pascual Bissón |
| Club Estudiantes de La Plata    | Pallatanga            | Estadio Municipal de Pallatanga        |
| Independiente San Pedro         | Alausí                | Estadio Municipal de Alausí            |
| Club Atlético Newell's Old Boys | Chambo                | Estadio Moisés Fierro                  |
| Los Ases                        | Cumandá               | Estadio Municipal de Cumandá           |
| Club Deportivo Chunchi          | Chunchi               | Estadio Municipal de Chunchi           |

## Equipos por Cantón
| Cantón     | N.º | Equipos                 |
| ---------- | --- | ----------------------- |
| Riobamba   | 1   | Star Club               |
| Chambo     | 1   | Newell's Old Boys       |
| Alausí     | 1   | Independiente San Pedro |
| Pallatanga | 1   | Estudiantes de La Plata |
| Cumandá    | 1   | Club Deportivo Los Ases |
| Chunchi    | 1   | Deportivo Chunchi       |

## Clasificación
|  |    | Equipo                  | PJ | PG | PE | PP | GF | GC | DG  | PTS |
|  | -- | ----------------------- | -- | -- | -- | -- | -- | -- | --- | --- |
|  | 1. | Star Club               | 9  | 8  | 0  | 1  | 42 | 8  | +34 | 24  |
|  | 2. | Los Ases                | 9  | 5  | 3  | 1  | 22 | 14 | +8  | 18  |
|  | 3. | Independiente San Pedro | 9  | 4  | 2  | 3  | 16 | 11 | +5  | 14  |
|  | 4. | Estudiantes de La Plata | 9  | 4  | 0  | 5  | 20 | 16 | +4  | 12  |
|  | 5. | Newell's Old Boys       | 9  | 3  | 1  | 5  | 18 | 19 | -1  | 10  |
|  | 6. | Deportivo Chunchi       | 9  | 0  | 0  | 9  | 2  | 52 | -50 | 0   |

|  | Campeón y clasificado a los zonales de Segunda Categoría 2014.     |
|  | Vicecampeón y clasificado a los zonales de Segunda Categoría 2014. |

## Evolución de la clasificación
| Equipo / Jornada        | 01 | 02 | 03 | 04 | 05 | 06 | 07 | 08 | 09 |
| ----------------------- | -- | -- | -- | -- | -- | -- | -- | -- | -- |
| Star Club               | 4  | 2  | 2  | 1  | 1  | 1  | 1  | 1  | 1  |
| Los Ases                | 3  | 1  | 4  | 2  | 2  | 2  | 2  | 2  | 2  |
| Independiente San Pedro | 5  | 4  | 5  | 5  | 4  | 5  | 3  | 4  | 3  |
| Estudiantes de La Plata | 2  | 5  | 3  | 4  | 5  | 4  | 5  | 3  | 4  |
| Newell's Old Boys       | 1  | 3  | 1  | 3  | 3  | 3  | 4  | 5  | 5  |
| Deportivo Chunchi       | 6  | 6  | 6  | 6  | 6  | 6  | 6  | 6  | 6  |

## Resultados
|  | Estudiantes de La Plata | 3 - 0 | Independiente San Pedro |  | Estadio Municipal de Pallatanga | 17 de mayo | 11:00 |
|  | Deportivo Chunchi       | 0 - 6 | Newell's Old Boys       |  | Estadio Municipal de Chunchi    | 17 de mayo | 11:00 |
|  | Los Ases                | 3 - 2 | Star Club               |  | Estadio Municipal de Cumandá    | 17 de mayo | 11:00 |

|  | Independiente San Pedro | 6 - 1 | Deportivo Chunchi       |  | Estadio Municipal de Alausí  | 24 de mayo | 11:00 |
|  | Newell's Old Boys       | 0 - 4 | Star Club               |  | Estadio Moisés Fierro        | 24 de mayo | 11:00 |
|  | Los Ases                | 5 - 3 | Estudiantes de La Plata |  | Estadio Municipal de Cumandá | 24 de mayo | 11:00 |

|  | Star Club               | 2 - 0 | Independiente San Pedro |  | Estadio Pascual Bissón          | 31 de mayo | 11:00 |
|  | Newell's Old Boys       | 7 - 0 | Los Ases                |  | Estadio Moisés Fierro           | 31 de mayo | 11:00 |
|  | Estudiantes de La Plata | 4 - 0 | Deportivo Chunchi       |  | Estadio Municipal de Pallatanga | 31 de mayo | 11:00 |

|  | Star Club               | 3 - 0 | Estudiantes de La Plata |  | Estadio Pascual Bissón       | 7 de junio | 11:00 |
|  | Independiente San Pedro | 1 - 0 | Newell's Old Boys       |  | Estadio Municipal de Alausí  | 7 de junio | 11:00 |
|  | Deportivo Chunchi       | 1 - 4 | Los Ases                |  | Estadio Municipal de Chunchi | 7 de junio | 11:00 |

|  | Estudiantes de La Plata | 1 - 2 | Newell's Old Boys       |  | Estadio Municipal de Pallatanga | 14 de junio | 11:00 |
|  | Los Ases                | 0 - 0 | Independiente San Pedro |  | Estadio Municipal de Cumandá    | 14 de junio | 11:00 |
|  | Deportivo Chunchi       | 0 - 4 | Star Club               |  | Estadio Municipal de Chunchi    | 14 de junio | 11:00 |

|  | Newell's Old Boys       | 1 - 2  | Estudiantes de La Plata |  | Estadio Moisés Fierro       | 21 de junio | 11:00 |
|  | Independiente San Pedro | 0 - 0  | Los Ases                |  | Estadio Municipal de Alausí | 21 de junio | 11:00 |
|  | Star Club               | 12 - 0 | Deportivo Chunchi       |  | Estadio Pascual Bissón      | 21 de junio | 11:00 |

|  | Estudiantes de La Plata | 2 - 4 | Star Club               |  | Estadio Municipal de Pallatanga | 28 de junio | 11:00 |
|  | Newell's Old Boys       | 1 - 3 | Independiente San Pedro |  | Estadio Moisés Fierro           | 28 de junio | 11:00 |
|  | Los Ases                | 8 - 0 | Deportivo Chunchi       |  | Estadio Municipal de Cumandá    | 28 de junio | 11:00 |

|  | Independiente San Pedro | 3 - 4 | Star Club               |  | Estadio Municipal de Alausí  | 5 de julio | 11:00 |
|  | Los Ases                | 1 - 1 | Newell's Old Boys       |  | Estadio Municipal de Cumandá | 5 de julio | 11:00 |
|  | Deportivo Chunchi       | 0 - 5 | Estudiantes de La Plata |  | Estadio Municipal de Chunchi | 5 de julio | 11:00 |

|  | Deportivo Chunchi       | 0 - 3 | Independiente San Pedro |  | Estadio Municipal de Chunchi    | 12 de julio | 11:00 |
|  | Star Club               | 7 - 0 | Newell's Old Boys       |  | Estadio Pascual Bissón          | 12 de julio | 11:00 |
|  | Estudiantes de La Plata | 0 - 1 | Los Ases                |  | Estadio Municipal de Pallatanga | 12 de julio | 11:00 |

|  | Independiente San Pedro | - | Estudiantes de La Plata |  | No se programó | No se programó | No se programó |
|  | Newell's Old Boys       | - | Deportivo Chunchi       |  | No se programó | No se programó | No se programó |
|  | Star Club               | - | Los Ases                |  | No se programó | No se programó | No se programó |

## Campeón
| |
| |
| Club Deportivo Star Club 9.° título Clasifica a los zonales de la Segunda Categoría 2014 También clasifica Club Deportivo Los Ases como vicecampeón. |